# Сентрал-Лейк (Мічиган)
Сентрал-Лейк (англ. Central Lake) — селище (англ. village) в США, в окрузі Антрім штату Мічиган. Населення — 960 осіб (2020).

## Географія
Сентрал-Лейк розташований за координатами 45°4′9″ пн. ш. 85°15′42″ зх. д. / 45.06917° пн. ш. 85.26167° зх. д. (45.069197, -85.261788).  За даними Бюро перепису населення США в 2010 році селище мало площу 3,22 км², з яких 2,77 км² — суходіл та 0,46 км² — водойми.

### Клімат
| Клімат : Сентрал-Лейк | Клімат : Сентрал-Лейк | Клімат : Сентрал-Лейк | Клімат : Сентрал-Лейк | Клімат : Сентрал-Лейк | Клімат : Сентрал-Лейк | Клімат : Сентрал-Лейк | Клімат : Сентрал-Лейк | Клімат : Сентрал-Лейк | Клімат : Сентрал-Лейк | Клімат : Сентрал-Лейк | Клімат : Сентрал-Лейк | Клімат : Сентрал-Лейк | Клімат : Сентрал-Лейк |
| Показник              | Січ.                  | Лют.                  | Бер.                  | Квіт.                 | Трав.                 | Черв.                 | Лип.                  | Серп.                 | Вер.                  | Жовт.                 | Лист.                 | Груд.                 | Рік                   |
| Середній максимум, °C | −1,7                  | −0,6                  | 4,4                   | 12,2                  | 20,0                  | 25,0                  | 27,2                  | 26,1                  | 21,7                  | 15,0                  | 7,2                   | 0,6                   | 13,3                  |
| Середній мінімум, °C  | −10                   | −11,7                 | −7,2                  | −0,6                  | 5,0                   | 10,0                  | 12,8                  | 12,2                  | 8,9                   | 3,9                   | −1,1                  | −6,7                  | 1,1                   |
| Норма опадів, мм      | 51                    | 30                    | 38                    | 61                    | 74                    | 76                    | 71                    | 84                    | 102                   | 86                    | 79                    | 56                    | 808                   |
| --------------------- | --------------------- | --------------------- | --------------------- | --------------------- | --------------------- | --------------------- | --------------------- | --------------------- | --------------------- | --------------------- | --------------------- | --------------------- | --------------------- |
| Джерело: Weatherbase  |                       |                       |                       |                       |                       |                       |                       |                       |                       |                       |                       |                       |                       |

## Демографія
Згідно з переписом 2010 року, у селищі мешкали 952 особи в 387 домогосподарствах у складі 253 родин. Густота населення становила 295 осіб/км².  Було 549 помешкань (170/км²).
Расовий склад населення:
| - 96,0 % — білих - 0,9 % — корінних американців - 0,3 % — азіатів - 0,1 % — чорних або афроамериканців |

До двох чи більше рас належало 2,3 %. Частка іспаномовних становила 1,4 % від усіх жителів.
За віковим діапазоном населення розподілялося таким чином: 23,4 % — особи молодші 18 років, 61,5 % — особи у віці 18—64 років, 15,1 % — особи у віці 65 років та старші. Медіана віку мешканця становила 42,0 року. На 100 осіб жіночої статі у селищі припадало 93,9 чоловіків;  на 100 жінок у віці від 18 років та старших — 93,4 чоловіків також старших 18 років.
Середній дохід на одне домашнє господарство  становив 62 147 доларів США (медіана — 39 000), а середній дохід на одну сім'ю — 80 632 долари (медіана — 49 107). Медіана доходів становила 32 321 долар для чоловіків та 30 972 долари для жінок. За межею бідності перебувало 14,9 % осіб, у тому числі 26,1 % дітей у віці до 18 років та 9,1 % осіб у віці 65 років та старших.
Цивільне працевлаштоване населення становило 416 осіб. Основні галузі зайнятості: виробництво — 25,5 %, освіта, охорона здоров'я та соціальна допомога — 20,7 %, роздрібна торгівля — 13,2 %, мистецтво, розваги та відпочинок — 9,9 %.